# 5-й батальйон територіальної оборони «Прикарпаття»
5-й батальйо́н територіальної оборони «Прикарпа́ття» — підрозділ територіальної оборони, сформований з мешканців Івано-Франківська та області. З початку липня 2014 року 51 день ніс службу у секторі «Д», поблизу кордону з Росією. 23 серпня батальйон майже в повному складі самовільно покинув свої позиції і 29 серпня 2014 року повернувся в Івано-Франківську область. 4 вересня командир батальйону Віталій Комар був арештований за підозрою у дезертирстві (стаття 408 КПК України). Батальйон був розформований у січні 2015 року.
У серпні 2015 року почався судовий розгляд. Комбатові висунули звинувачення за статтями 402, 406 та 409 КПК України (ухиляння від служби в бойовій обстановці, непокора та бездіяльність).

## Створення
Офіційною датою заснування батальйону є 11 травня 2014 року, коли перший командир батальйону підполковник Тарас Шевчук приступив до виконання своїх функцій. До складу батальйону, окрім призовників, увійшли добровольці, колишні активісти Самооборони Майдану з намету «Коломия». За інформацією Івано-Франківського обласного військового комісаріату: «Перевага при формуванні батальйону віддавалася особам, які добровільно виявили бажання проходити військову службу у Збройних Силах України під час кризового періоду. Разом з тим, відповідно до вказівки вищого командування усіх військовозобов'язаних було призвано до батальйону на підставі мобілізації». Батальйон було вирішено дислокувати на території 136-го ЦЗРБ, смт Делятин, Надвірнянського району.
Матеріальну та фінансову допомогу батальйону надала Ради оборони Івано-Франківської області, трудові колективи ПАТ «Прикарпаттяобленерго», ПАТ «Нафтохімік Прикарпаття», виробничого об'єднання «Карпати» та багатьох інших. Також населення Прикарпаття зібрало 300 тисяч гривень для придбання бронежилетів.
Бойове злагодження новоствореного військового формування розпочалося 20 травня i проходило на полігоні «Прибан», що у містечку Сторожинець Чернівецької області. Були проведені «стрільби із штатної стрілецької зброї, в тому числі із ручних протитанкових гранатометів та автоматичних станкових гранатометів, метання бойових гранат, заняття з тактики, інженерної підготовки, ротні тактичні навчання».

## Озброєння і склад
Батальйон мав у складі 400 бійців. Озброєння:
- 1 одиниця БРДМ
- 9 ручних протитанкових гранатометів[13]
- стрілецька зброя.

Як транспорт батальйон мав автомобілі ЗІЛ-131, ГАЗ-66, КАМАЗ та шкільні автобуси.

## У зоні АТО
У зону АТО до угрупування Сектору «Д» батальйон прибув на початку липня. Підрозділ мав вирушати ще в червні, проте через протестні настрої за відсутності спорядження лишився вдома. Основне завдання — надання допомоги ДПС України у забезпеченні охорони державного кордону[джерело?] на території Донецької області. Батальйон дислокувався біля Амвросіївки поблизу україно-російського кордону. Вояки несли варту на КПП лінії Кутейникове — Глинка — Кумачове — Тельманове.
На 23 липня угрупування Сектору Д налічувало близько 4000 осіб особового складу і складалось з великого числа розрізнених підрозділів. Початкове завдання угрупування Сектору Д полягало в ізоляції району АТО, закритті ділянки державного кордону України з Російською Федерацією протяжністю близько 140 км на ділянці Ізварине — Кумачове. Але, за висновком Тимчасової слідчої комісії Верховної Ради України, з моменту втрати нашими військами 7 серпня контролю на ділянці державного кордону в районі Ізварине (див. «Ізваринський котел»), виконання завдання, поставленого перед Сектором Д в його первісному вигляді, втратило сенс. 23 серпня 2014 року, напередодні оточення українських військ у «Іловайському котлі», особовий склад батальйону почав відступ від кордону, після чого чисельність Сектору «Д» склала не більше 700 осіб. 25 серпня командний пункт командувача сектором «Д» Петра Литвина потрапив під артналіт, після чого генерал Литвин прибув на КП сектора «Б», сектор «Д» перестав існувати.
23 серпня батальйон майже в повному складі (окрім 20 чоловік) самовільно покинув ввірені йому КПП після рішення командира Віталія Комара i вирушив в напрямку Тельманове, а потім — Розівки. Комар «в письмовій формі відмовився виконувати бойове розпорядження керівника Сектору Д і далі на зв'язок не виходив». Своє рішення він пізніше обґрунтував тим, що 23 серпня батальйон потрапив під щільний обстріл з артилерії, втратив єдиний БРДМ i опинився перед загрозою великих людських втрат:
 При відступі до Запорізької області були вивезені поранені з 72-ї бригади. 27 серпня 2014 на території Кіровоградської області, біля Знам'янки колона «Прикарпаття» з декількох десятків військових автомобілів та шкільних автобусів була зупинена спецназівцями; на гелікоптері прибув командувач СВ ЗСУ Анатолій Пушняков з представниками військової прокуратури. Після перемовин, батальйон здав трофейну зброю, залишив штатне озброєння, після чого одержав дозвіл продовжити рухатися до місця постійної дислокації в смт Делятин.
Згідно з висновком військового керівництва АТО, залишення підрозділом бойових позицій призвело до того, що передові частини українських військ під Іловайськом залишились без прикритого тилу, на батальйон покладалася відповідальність за прорив на територію України РДГ росіян і створення «Іловайського котла». За цим фактом було розпочато розслідування. Решта батальйону, що відмовилась разом з усіма лишати зону АТО, повернулася на відпочинок 31 серпня; солдати заявили, що планують продовження служби.
Зазначається, що ще 25 серпня голова Івано-Франківської обласної держадміністрації Андрій Троценко офіційно звертався до командування з проханням «вивести батальйон із зони АТО для переформатування та відновлення боєздатності». Прес-служба Івано-Франківської ОДА опублікувала відповідь РНБО України, датовану 28 серпня, в якій говорилося, що згідно з рішенням начальника Генерального штабу як Головнокомандувача Збройних Сил України, батальйон «Прикарпаття» виведено до місця відновлення боєздатності.

## Розслідування
Кримінальне провадження за ч. 2 ст. 402 (непокора) і ч. 2 ст. 404 (опір начальникові) і ч. 3 ст. 409 (уникнення військової служби) Кримінального кодексу України було відкрито 27 серпня військовою прокуратурою Запорізького гарнізону. 4 вересня командир 5-го БТрО був взятий під варту. 5 вересня «Батьківщина» запропонувала внести за комбата 300 000 гривень застави для звільнення його з-під варти. 8 вересня комбат Комар був відпущений з Одеського СІЗО під заставу у 60 000 гривень.
7 жовтня головний військовий прокурор України — заступник генерального прокурора України Анатолій Матіос — назвав втечу батальйону злочином, що стала першопричиною Іловайської трагедії.

В свою чергу, у «Проміжному звіті ТСК Верховної Ради з розслідування трагічних подій під Іловайськом» було зазначено
Покарання виявилося надліберальним та «умовним»: кримінальні справи були відкриті проти п'яти вояків «Прикарпаття». Серед них командир батальйону Віталій Комар та командир роти Володимир Процький; останній одержав в зоні АТО контузію, вимагає госпіталізації і знаходиться під домашнім арештом. Кухар 5-го батальйону був засуджений за ст.  407 ч. 2 КК України (самовільне залишення військової частини або місця служби) на два роки умовно. Солдат-кулеметник відділення охорони 2-ї роти охорони 5-го батальйону «Прикарпаття», по узгодженню з Надвірнянським районним судом, отримав по ст. 402 ч. 1 КК України (непокора) до двох років позбавлення волі з іспитовим терміном.

## Оцінки
Керівник Центру військово-політичних досліджень та групи «Інформаційний Опір» Дмитро Тимчук вважав, що операція по знищенню вогневих позицій і груп бойовиків в районі Іловайська та зачистці міста була зірвана не відступом 5-го БТрО, а наступом регулярних підрозділів армії РФ. Військовий експерт зазначає:

Своєю чергою, цивільний журналіст і головний редактор інтернет-видання «Цензор. НЕТ» Юрій Бутусов у ході засідання Тимчасової слідчої комісії (ТСК) Верховної Ради з питань розслідування обставин подій під Іловайськом заявив:

## Розформування
16 січня 2015 року т.в.о. військового комісара Івано-франківського облвійськкомату полковник Олег Мороз на прес-конференції повідомив, що 5-й батальйон територіальної оборони «Прикарпаття» розформували:
 На момент розформування в батальйоні залишалися 40 солдатів та офіцерів, які були задіяні в організаційних заходах по розформуванню; 19 військовослужбовців батальйону знаходяться у розшуку. Загалом у Збройних силах України продовжать службу 135 солдатів та офіцерів колишнього 5-го БТрО: у складі 128-ї бригади і в інженерних військових частинах.

### Потрапили в полон
- Віталій Орлов, місто Коломия, старший лейтенант, начальник автомобільної служби батальйону.[44] Потрапив у полон в середині серпня 2014 року. Звільнений в кінці серпня 2014 року за посередництва колишнього президента Інгушетії генерала Руслана Аушева[45].

## Втрати
- Баран Юрій Миколайович, майор, начальник штабу, загинув 8 липня 2014 року.
- Данилюк Володимир Володимирович, солдат, стрілець-помічник гранатометника, загинув 12 серпня 2014 року.